# Selichot

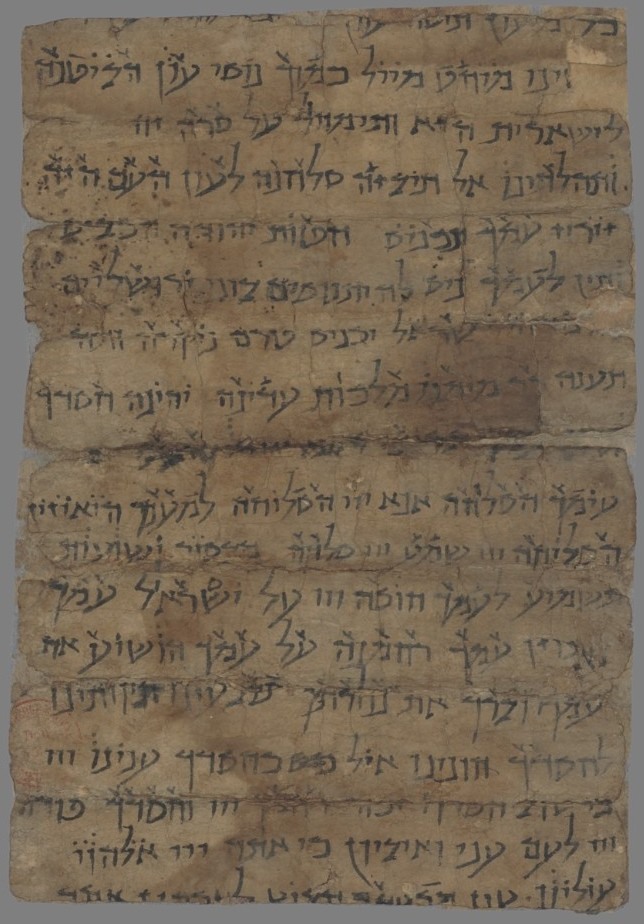
Foglio di preghiera Selichot (VIII-IX secolo circa) scoperto nelle famose Grotte di Mogao a Dunhuang, Provincia di Gansu, (Cina) nel 1908 da Paul Pelliot.

Selichot o slichot (ebraico סליחות, plurale di selichah) sono poesie e preghiere ebraiche penitenziali, specialmente quelle recitate nel periodo che porta alle Grandi Festività solenni e nei giorni del Digiuno. I tredici attributi misericordiosi di Dio sono il tema centrale di queste preghiere.

## Selichot delle Feste Solenni
Nella tradizione sefardita, la recitazione delle Selichot in preparazione delle grandi Festività ebraiche inizia il secondo giorno del mese ebraico di Elul. Nella tradizione ashkenazita, inizia il sabato sera prima di Rosh Hashanah. Se però il primo giorno di Rosh Hashanah cade di lunedì o martedì, le Selichot vengono dette il sabato sera precedente, per assicurarsi che le Selichot siano recitate almeno quattro volte. Ciò può esser dovuto al fatto che la persona pia  digiuni per dieci giorni durante il periodo di pentimento, e quattro giorni prima di Rosh Hashanah furono aggiunti per compensare i quattro giorni (dei dieci di pentimento) nei quali digiunare è proibito - i due giorni di Rosh Hashanah, Shabbat Shuvah e il giorno prima di Yom Kippur - e, mentre i digiuni sono stati ora eliminati, le Selichot che li accompagnavano sono rimaste. Alternativamente, la liturgia di Rosh Hashanah comprende la frase biblica “tu osserverai l'offerta di immolazione”, e come un'offerta che deve essere esaminata per quattro giorni in caso di difetti, così quattro giorni sono necessari anche per esaminarsi interiormente prima del giorno del giudizio.
Il termine Selichot si riferisce sia ai piyyutim poetici che compongono il servizio liturgico, sia il servizio stesso. I servizi sefarditi sono identici per ogni giorno. Nella tradizione ashkenazita invece si recitano testi differenti in giorni differenti. Sebbene il testo e la lunghezza delle specifiche preghiere possa variare da un giorno all'altro, il formato nel suo complesso rimane lo stesso. Il servizio inizia con la recitazione di Ashrei (145), seguito da "metà-Kaddish".
Selichot sono solitamente detti tra la mezzanotte e l'alba. Alcuni le recitano la sera dopo l'Arvit o la mattina prima di Shacharit data la convenienza di essere in sinagoga durante questi periodi.
La notte forse più importante e certamente la più popolare per le Selichot nella tradizione ashkenazita è la prima notte, quando molte donne e ragazze insieme agli uomini e ragazzi presenziano al servizio dello Shabbat. Lo chazzan indossa un kittel e canta melodie elaborate. In alcune congregazioni, non è raro che partecipi anche un coro nella prima notte del servizio. Tale notte contiene nel suo servizio molte più Selichot di ogni altra notte prima della vigilia di Rosh Hashanah. Le altre notti sono frequentate meno attivamente ed i servizi vengono spesso tenuti da laici, piuttosto che da un musicista esperto, e con melodie meno complesse di quelle della prima notte.

### Categorie di Selichot
Categorie di Selichot secondo la tradizione ashkenazita:
- Selichah (סליחה) — ebraico di "perdono". Questa è la forma di base Selichah e comprende la maggioranza dei servizi liturgici Selichot.
- Pizmon (פזמון) — ebraico di "coro". Queste Selichot centrali variano a seconda del giorno e contengono un coro che viene ripetuto dopo ogni strofa.
- Akeidah (עקידה) — ebraico di "legatura", parola che si riferisce specificamente alla legatura di Isacco. Questa Selichah contiene il tema della Akeidah come merito per Dio che ha risposto alle "nostre preghiere". Inizia ad apparire alla vigilia di Rosh haShanah ed è posta appena prima il Pizmon.
- Chatanu (חטאנו) — ebraico di "abbiamo peccato". Inizia la sera prima di Rosh haShanah e continua fino a Yom Kippur: questa Selichah viene detta dopo la recitazione finale dei Tredici Attributi di Dio e prima dell'espiazione confessionale di Vidui. Contiene come suo ritornello, "חטאנו צורנו סלח לנו יוצרנו", "Abbiamo peccato, O nostra Roccia, perdonaci, O nostro Creatore".
- Techinah (תחינה) — ebraico di "supplica". Questa Selichah inizia ad apparire alla vigilia di Rosh haShanah nella sezione di Tachanun, proprio alla fine del servizio Selichot.

## Selichot del Digiuno
Nei giorni minori di digiuno, alcune comunità recitano Selichot dopo la conclusione della Amidah Shacharit. Il contenuto di queste preghiere è connesso al giorno di digiuno specifico. Le comunità ashkenazite occidentali inseriscono la recitazione delle Selichot dei giorni minori di digiuno nel mezzo della benedizione di perdono (סלח לנו כי חטאנו) con la ripetizione della Amidah Shacharit.
Le Selichot non vengono recitate nel giorno del digiuno Tisha b'Av.